# Lagoon
Lagoon est un parc d'attractions situé à Farmington, dans l'Utah, aux États-Unis, à 27 km au nord de Salt Lake City. Le parc est encore aujourd'hui dirigé par une famille. 
Lagoon est divisé en cinq zones : The Midway contenant la majorité des attractions, jeux d'arcades et stands, le Pioneer Village consacré à l'univers de la conquête de l'Ouest, Lagoon-A-Beach le parc aquatique, Kiddie Land dont les attractions sont spécialisées pour les plus jeunes et la X-Venture Zone qui contient des attractions plus extrêmes et qui demande pour son accès un supplément de prix. Le parc propose également des services à l'extérieur du parc qui restent ouverts toute l'année comme un camping ou des chemins de randonnée.

## Histoire

### 1886-1940

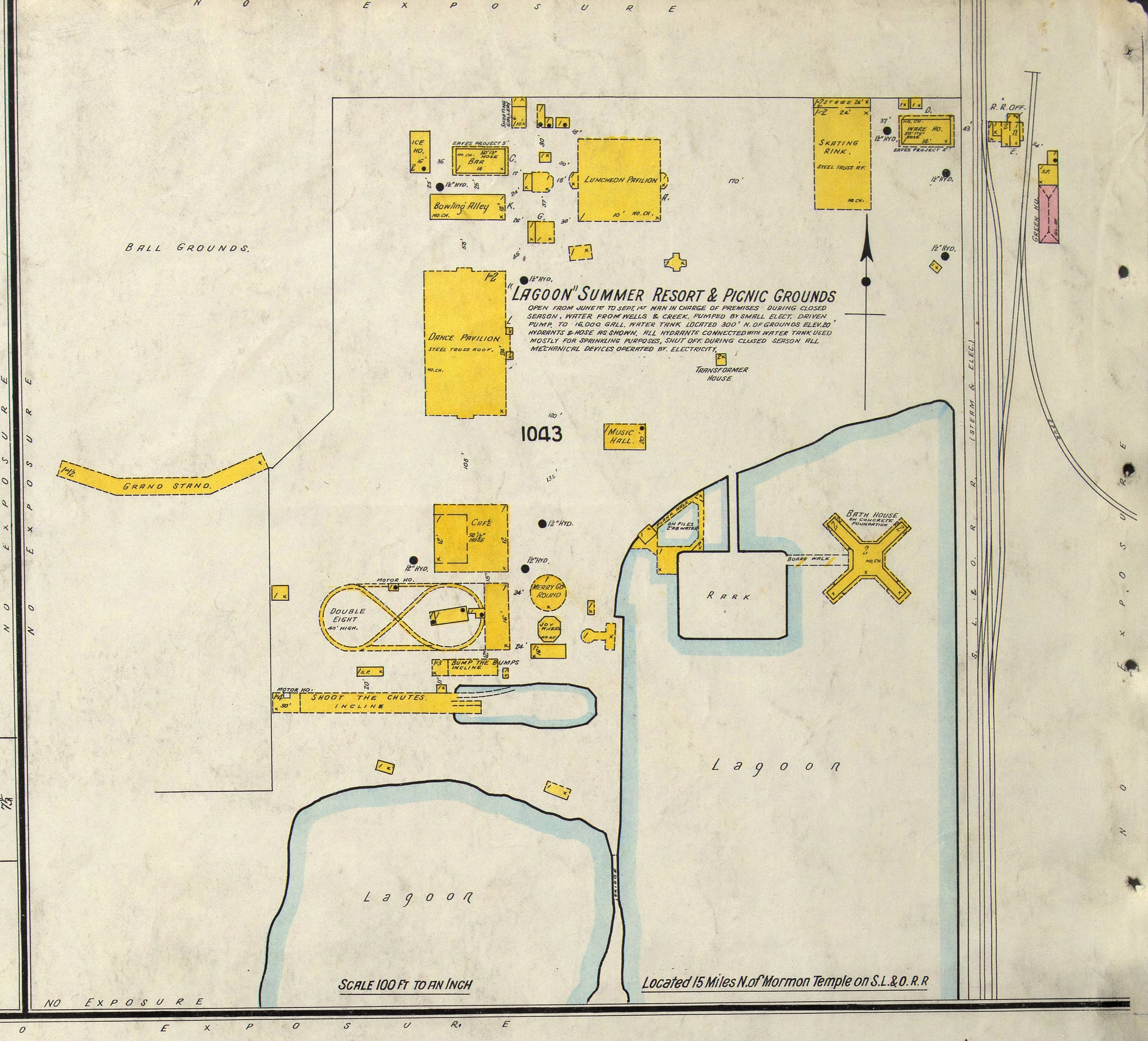
Plan du parc vers 1911.

En 1886, la Denver and Rio Grande Western Railroad construit un complexe aux abords du Grand Lac Salé. Il est alors appelé Lake Park. Au fil de années, le lac s'est asséché, s'éloignant de plus en plus du parc et l'obligeant à fermer en 1895.
Simon Bamberger, qui avait construit la ligne Salt Lake & Ogden Railroad entre Salt Lake City et Ogden, était vice-président de Lake Park et en possédait 25 %. Pour augmenter le trafic sur sa ligne, il racheta la plupart des bâtiments du parc et fit déplacer le tout d'environ 5 km en direction de Farmington. L'ensemble fut alors appelé Lagoon en raison de la petite superficie d'eau.
Lagoon ouvrit à Farmington, le 12 juillet 1896 et comprenait à l'époque un bowling, un pavillon de danse, et des restaurants. En 1899, Shoot-the-Chutes, la première attraction à sensations fut ajoutée. 
Au fil des années, les attractions mécaniques furent ajoutées, dont l'authentique Carrousel de Herschell-Spillman construit en 1893 et racheté par Lagoon en 1906.
Les montagnes russes en bois, conçues par John Miller, furent installées en 1921. En 1927, le parc installe une piscine de 4 000 m3. Ce fut l'une des premières piscines filtrées de l'ouest et elle permit une bonne alternative pour les nageurs qui auparavant se baignaient dans le Grand Lac Salé.
Les années 1920 et 1930 furent les plus populaires de Lagoon. Des courses de chevaux avec paris y ont eu lieu jusqu'à ce que l'état décide de stopper cette activité. Le premier palais du rire fut construit en 1929. Parallèlement, des spectacles animaient régulièrement le parc, avec la visite notamment de stars telles que Artie Shaw, Benny Goodman, Duke Ellington, Count Basie et Glenn Miller.

### 1940-1970

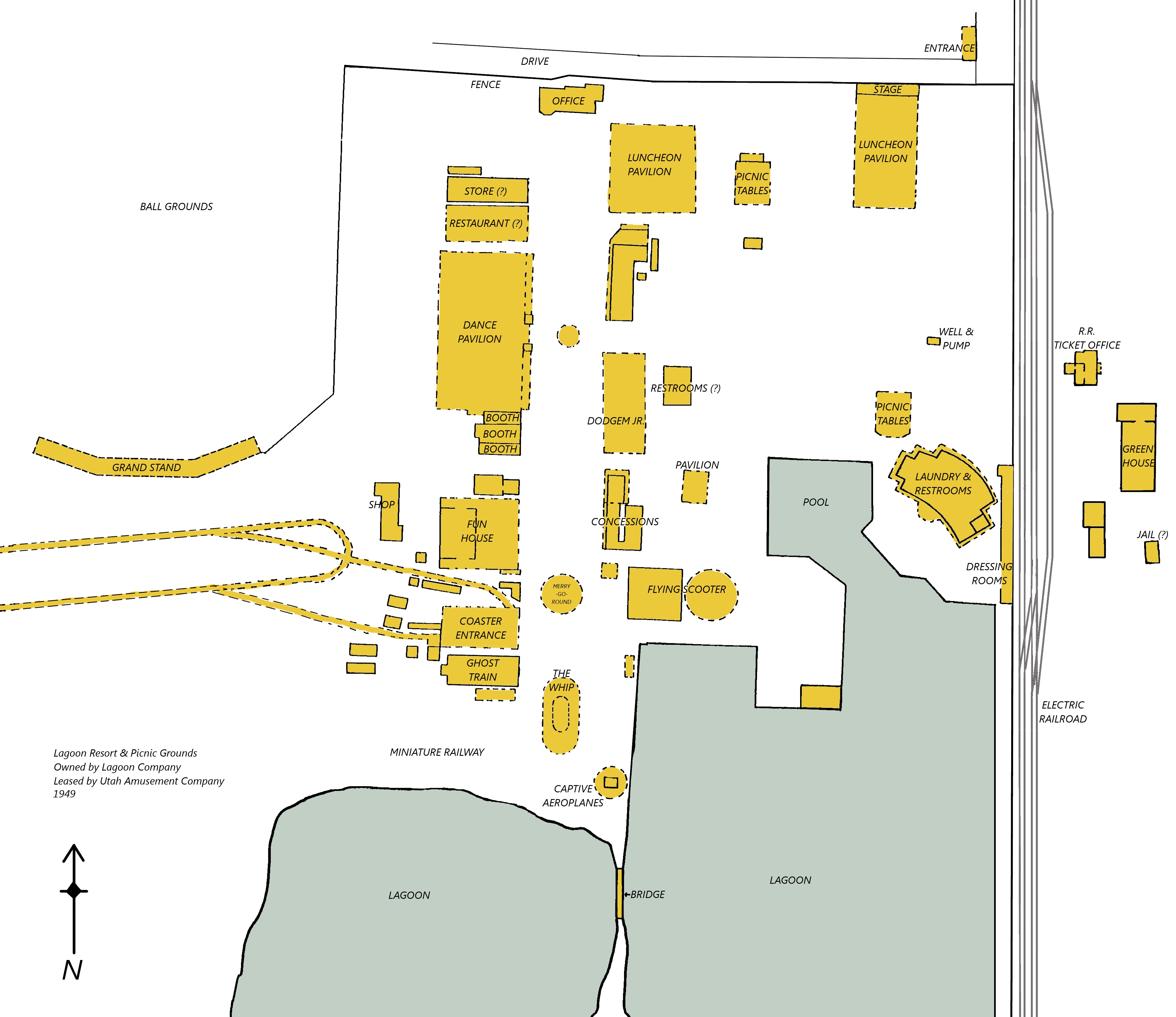
Plan du parc vers 1949.

Le parc ferma pour trois saisons pendant la période de la seconde guerre mondiale. En 1946, le parc était en mauvais état et la famille Bamberger songeait même à le raser. Heureusement, Ranch S. Kimball et Robert E. Freed y virent une chance. Il demandèrent alors à la famille de louer le parc à leur compagnie Utah Amusement Corporation.
De nombreuses nouveautés furent introduites par Freeds avec l'ajout de nouveaux vestiaires et la réfection de la piscine en 1949, la reconstruction d'un palais du rire, de nouvelles autos-tamponneuses et le Lakeshore Express, un train miniature diesel construit en 1951 et une grande roue en 1953.
En novembre 1953, un incendie ravagea une partie du parc, dont le palais du rire et le pavillon de danse. La plupart des attractions endommagées ont été reconstruites pour la saison suivante, d'autres furent remplacées. En 1956, la première zone thématique du parc, "Mother Gooseland" ouvre. Elle comporte alors des attractions destinées aux enfants.
Du milieu des années 1950 aux années 1960, Lagoon connait de grandes innovations. Un bateau-spectacle est ajouté sur le lac, un nouveau palais du rire est construit, en 1961 Space Scrambler, Spook House, I.Q. Zoo, et une galerie de tir. À cette époque encore le parc reçoit des groupes et des chanteurs célèbres tels que les Beach Boys, les Rolling Stones, le Kingston Trio ou Johnny Cash pour des concerts.
Les Beach Boys mentionnent d'ailleurs le parc dans l'une de leurs chansons nommée Salt Lake City sur leur album de 1965, Summer Days (and Summer Nights!!).
L'Opera House Square, une salle de spectacles, ouvrit en 1968.

### 1970-2000
En 1976 Lagoon s'agrandit du côté est avec l'achat d'une ville western qui fut transportée au parc et qui devint le Pioneer Village. Le Pioneer Village Railroad apparu à cette époque.
Les montagnes russes Jet Star II, à l'origine construites pour l'Exposition spécialisée de 1974 à Spokane furent ajoutées en 1976.

### 2000-présent
En 2003, Lagoon construit The Spider, des montagnes russes tournoyantes.
En 2004, Kiddieland (qui s'appelait jusqu'alors « Mother Goose Land ») fut redécoré, renommé et vit deux nouvelles attractions s'intégrer. L'année suivante, le parc inaugure The Bat, un parcours de montagnes russes inversées. En 2007, c'est l'apparition de Wicked, des montagnes russes lancées.

## Les attractions

### Montagnes russes

#### En fonction
| Nom de l'attraction         | Type                          | Constructeur           | Année d'ouverture |
| --------------------------- | ----------------------------- | ---------------------- | ----------------- |
| Bat                         | Montagnes russes inversées    | Vekoma                 | 2005              |
| Bombora                     | Montagnes russes assises      | ART Engineering        | 2011              |
| Cannibal                    | Montagnes russes assises      | Lagoon/ART Engineering | 2015              |
| Colossus: the Fire Dragon   | Montagnes russes assises      | Anton Schwarzkopf      | 1984              |
| Jet Star II                 | Montagnes russes assises      | Anton Schwarzkopf      | 1976              |
| Primordial                  | Montagnes russes tournoyantes | ART Engineering        | 2023              |
| Puff the Little Fire Dragon | Montagnes russes assises      | Zierer                 | 1985              |
| Roller Coaster              | Montagnes russes en bois      | John A. Miller         | 1921              |
| The Spider                  | Montagnes russes tournoyantes | Maurer Rides           | 2003              |
| Wicked                      | Montagnes russes lancées      | Zierer                 | 2007              |
| Wild Mouse                  | Wild Mouse                    | Maurer Rides           | 1998              |

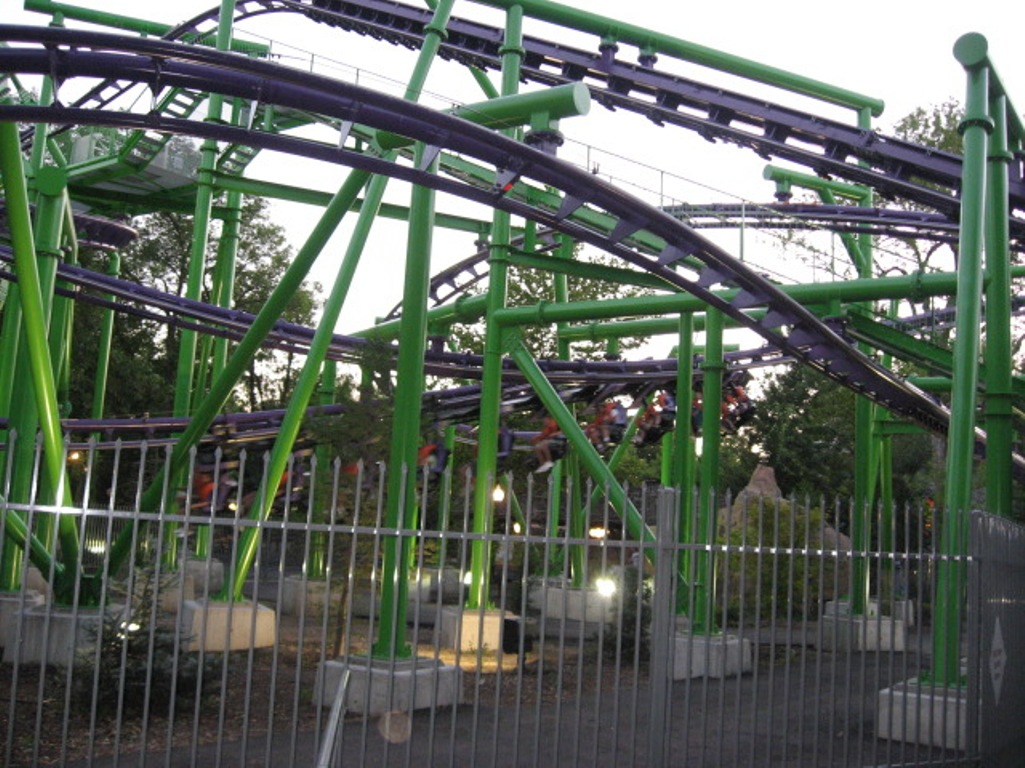
Bat tracks
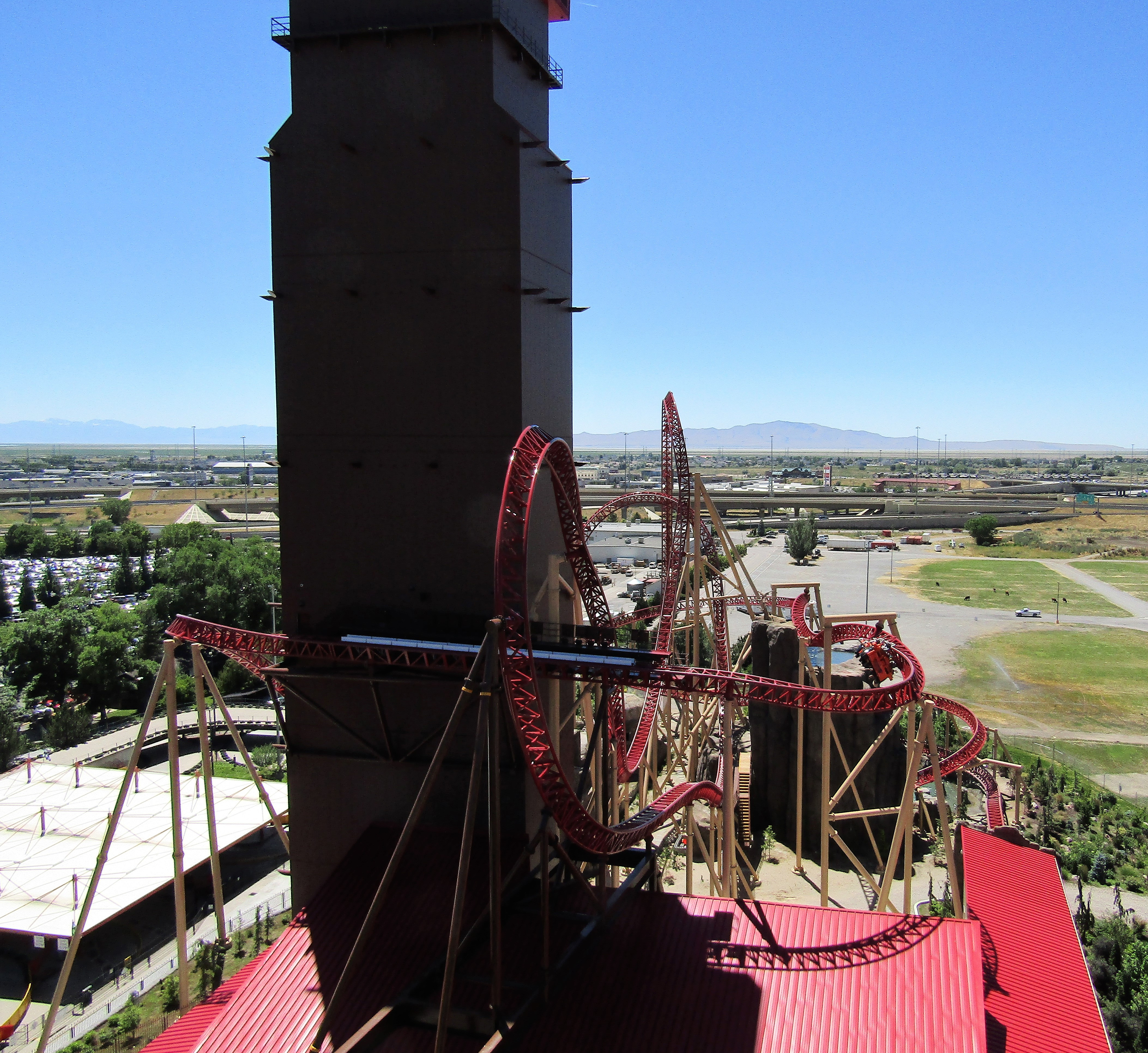
Cannibal
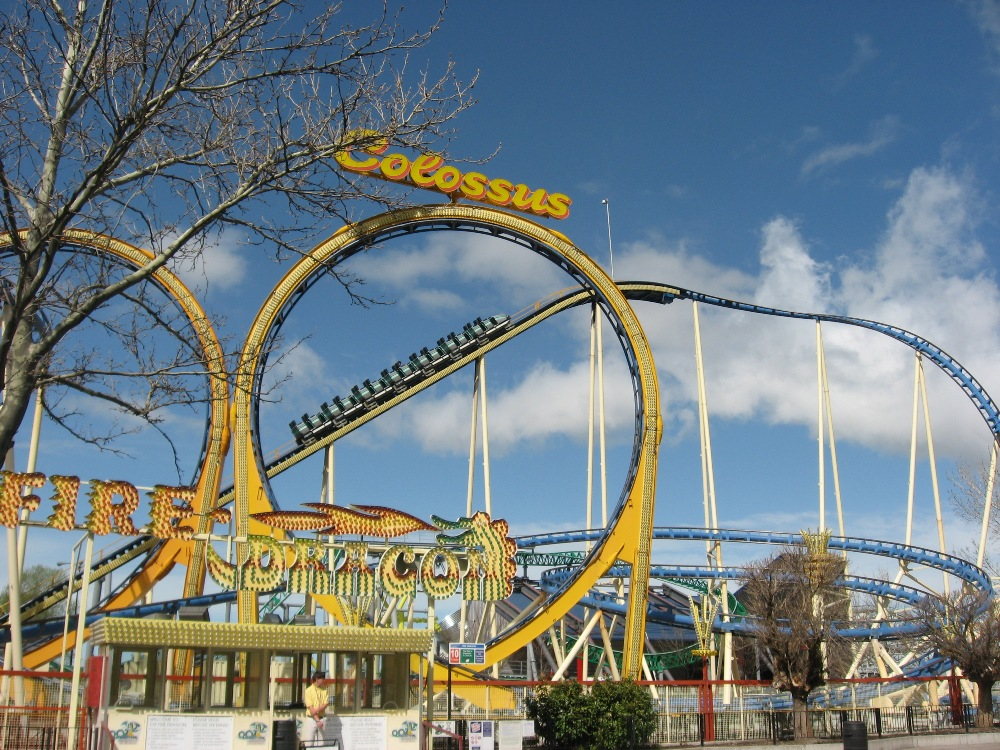
Colossus
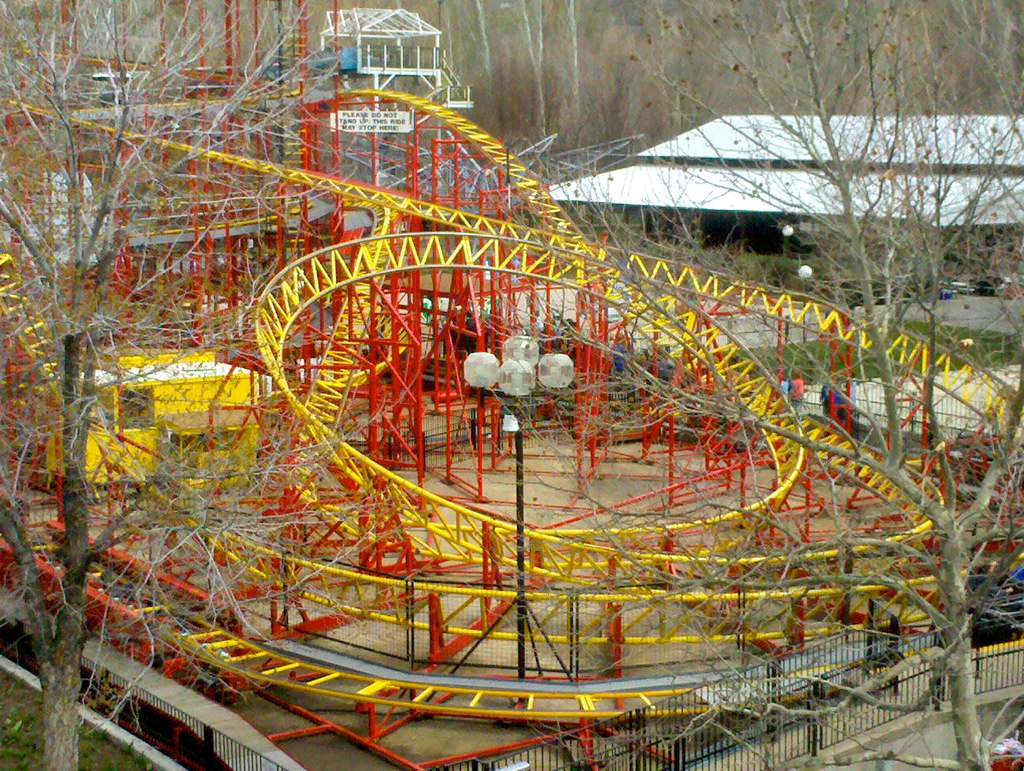
Jet Star II
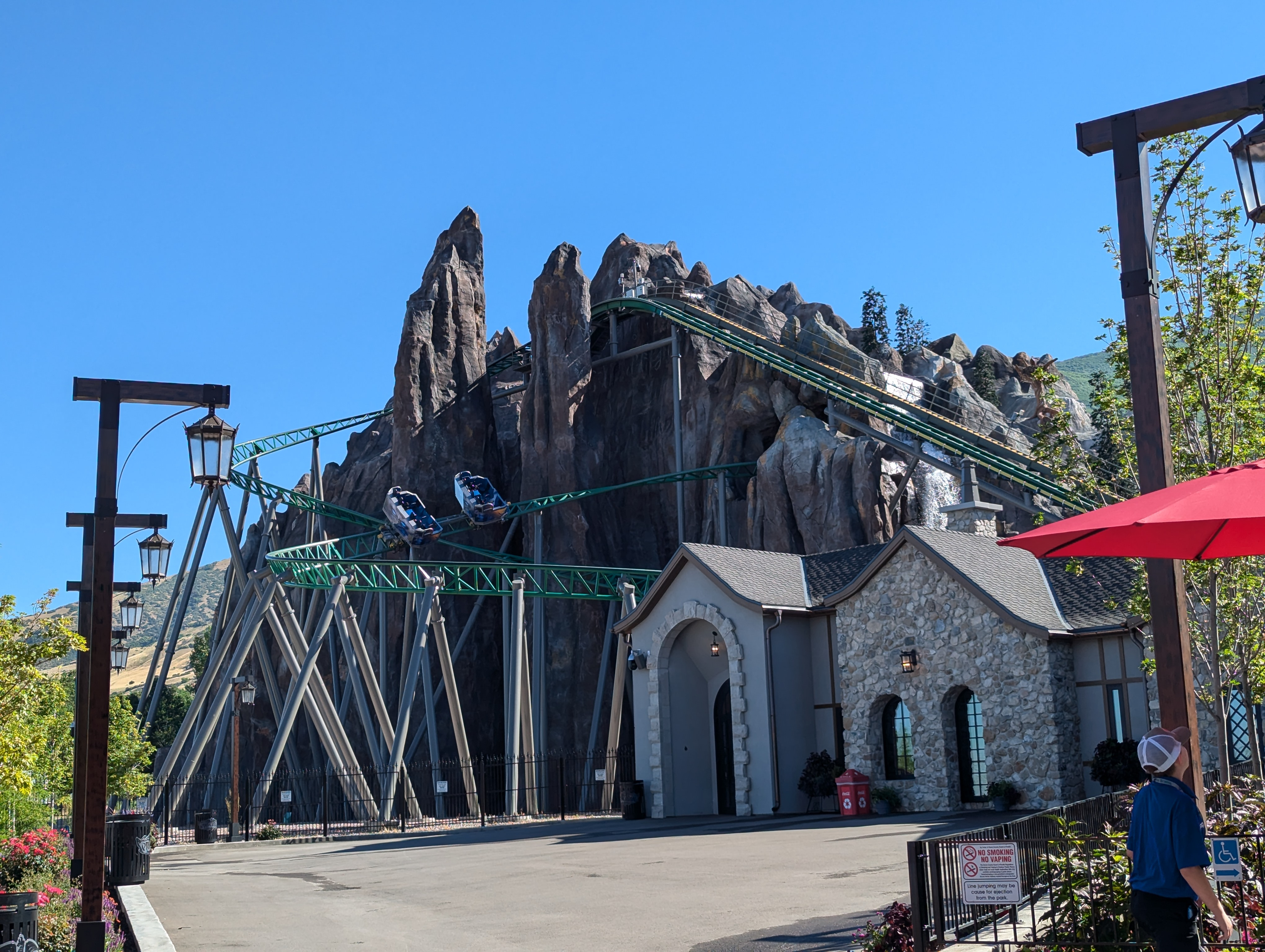
Primordial
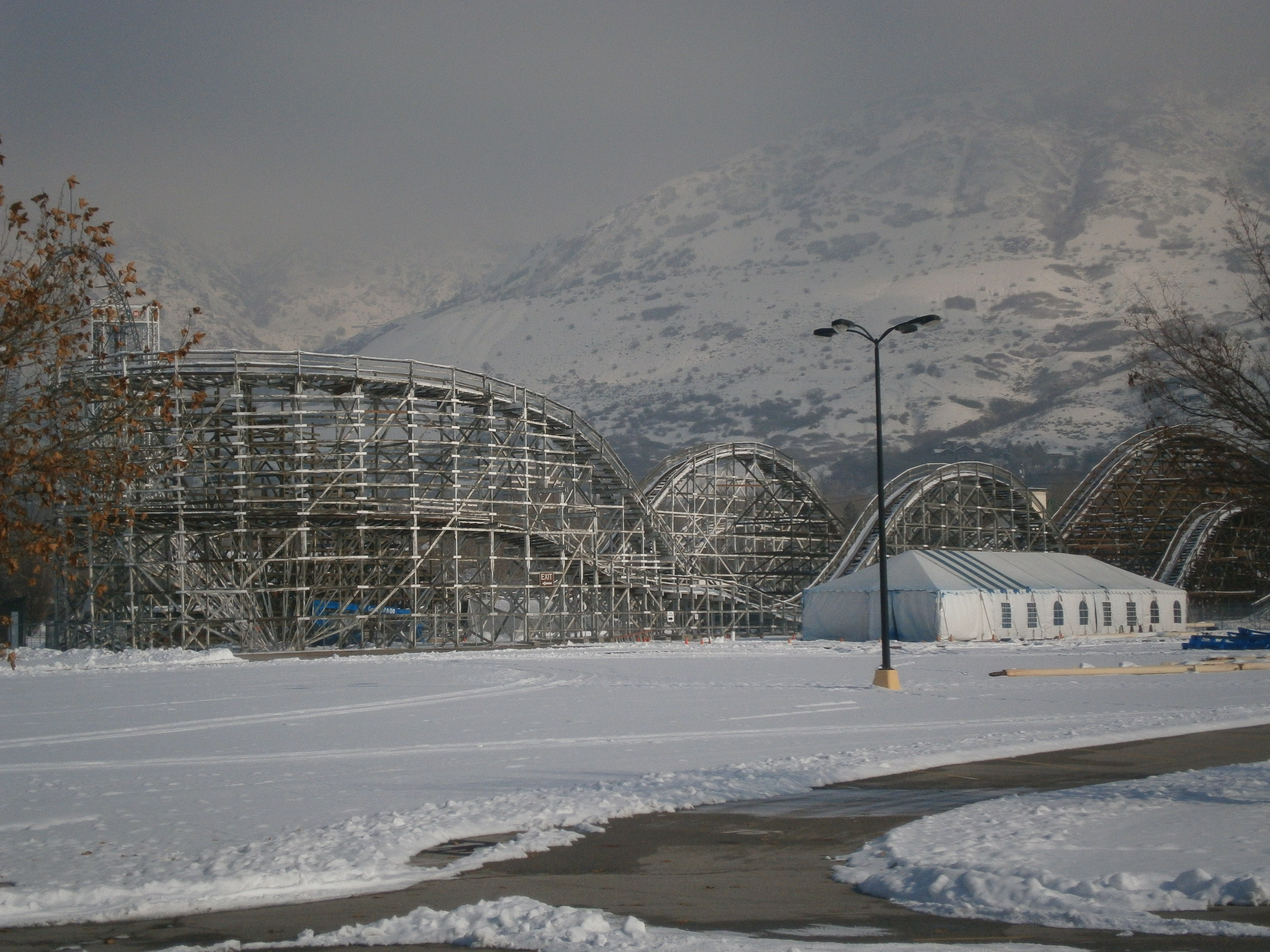
Roller Coaster
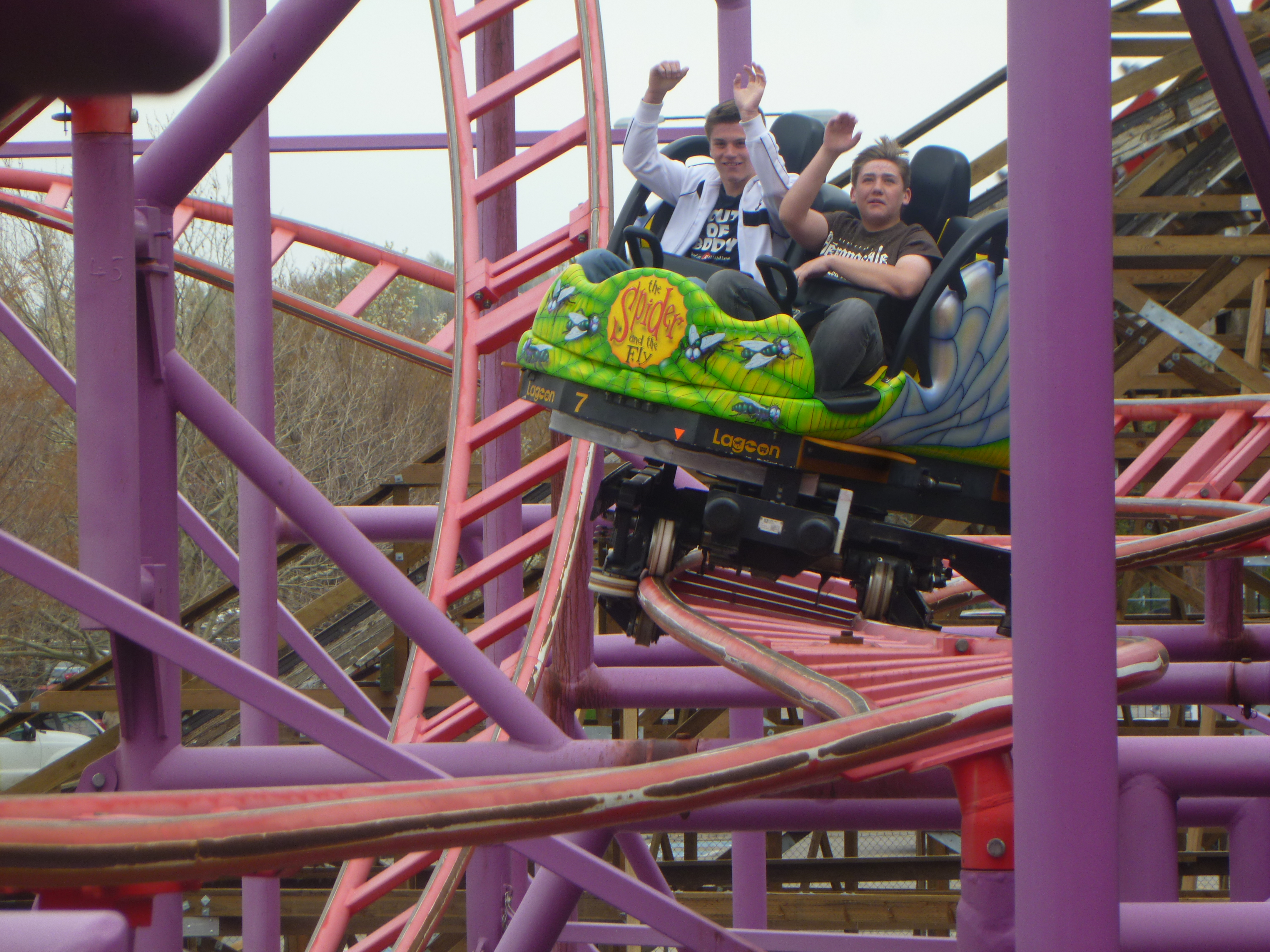
Spider
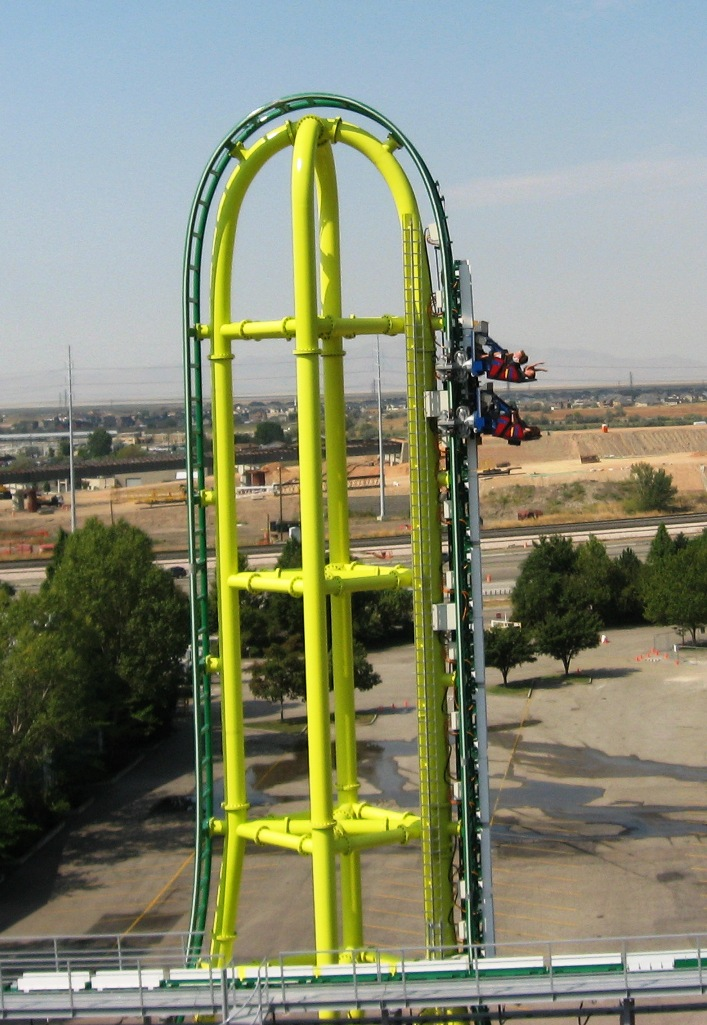
Wicked
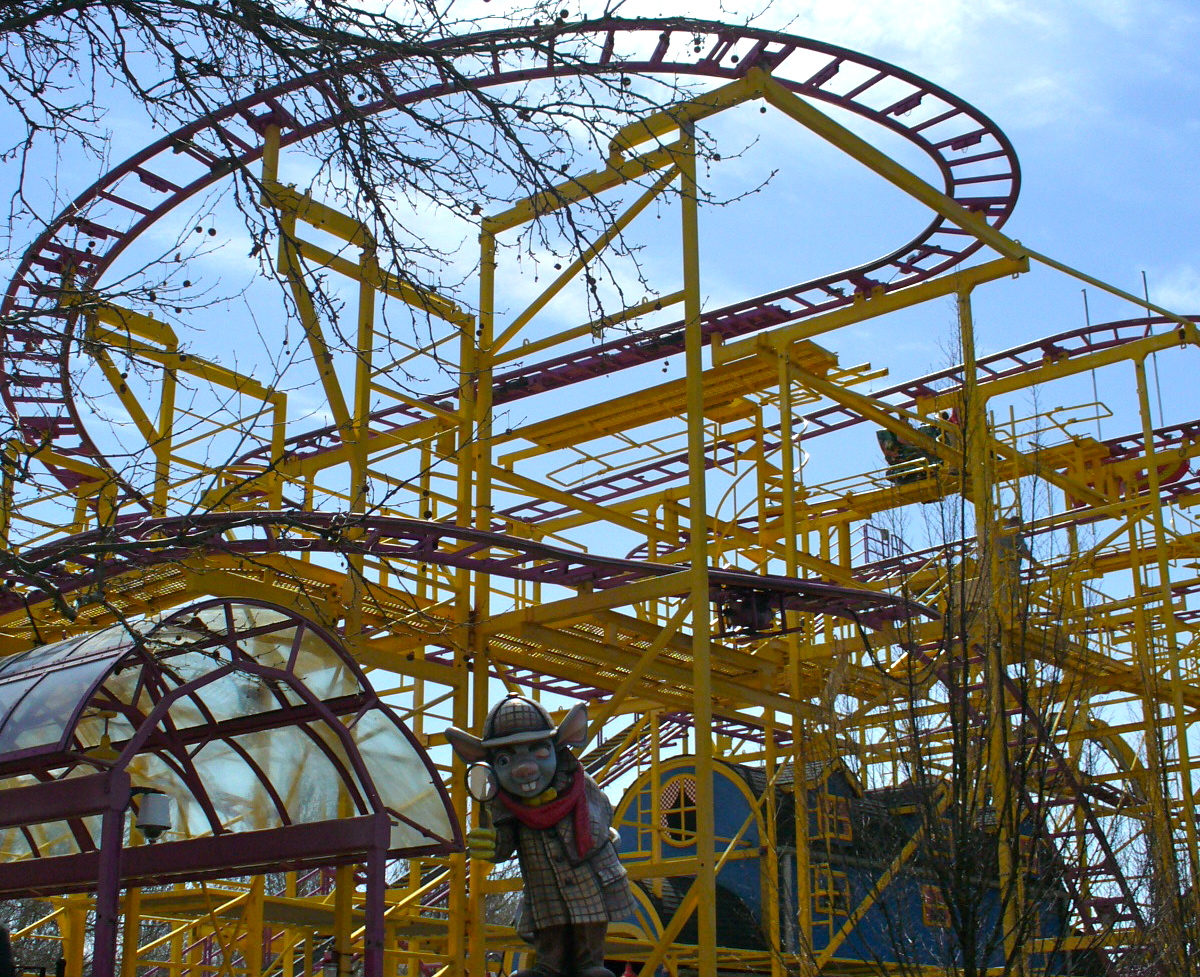
Wild Mouse

#### Disparues
| Nom de l'attraction   | Type                     | Constructeur            | Année d'ouverture | Année de fermeture |
| --------------------- | ------------------------ | ----------------------- | ----------------- | ------------------ |
| Little Roller Coaster | Montagnes russes assises | Allan Herschell Company | -                 | 1985               |
| New Wilder Wild Mouse | Montagnes russes en bois | -                       | 1973              | 1989               |
| Scenic Railway        | Montagnes russes en bois | -                       | 1906              | -                  |
| Wild Mouse            | Montagnes russes en bois | -                       | 1965              | 1971               |

### Attractions pour enfants
- Baby Boats - Circuit en bateaux pour enfants
- Bulgy - Manège pour enfants
- Dragonfly - (2004)
- Flying Tigers
- Helicopters - Manège d'hélicoptères
- Moonraker - Paratrooper
- Red Baron - Manège d'avions
- Red Rock Rally - Whip
- Scalawags - Manège
- Scamper - Autos tamponneuses pour enfants
- Sky Fighter - Télé-combat pour enfants
- Speedway Jr. - Parcours en voitures de course

### Autres attractions
- Air Race - Aire Race de Zamperla
- Boomerang - Autos-tamponneuses
- Centennial Screamer - Enterprise de Huss Park Attractions (1987)
- Cliffhanger - Top Spin
- Dinosaur Drop - Tour de chute de Zierer (2006)
- Dracula's Castle - Parcours scénique de Bill Tracy (1974)
- Flying Aces - Flying Scooters
- Jumping Dragon - Himalaya de Zierer
- Kontiki - Rockin' Tug de Zierer (2004)
- Ladybug Bop - Tour de chute de Zierer (2006)
- Log Flume - Bûches d'Arrow Dynamics
- Merry-Go-Round - Carrousel de Herschell-Spillman
- Musik Express - Music Express de Mack Rides
- Odysea - Manège avion thématisée pieuvre
- Paratrooper - Paratrooper de Frank Hrubetz & Company (en)
- Rattlesnake Rapids - Rivière rapide en bouées de Intamin
- Rocket - Tour de chute de S&S Worldwide (1999)
- Rock-O-Plane - Rock-O-Plane de Eyerly Aircraft Company (1947)
- Ruka Safari - Jump Around de Zamperla
- Samurai - Top Scan
- Sky Coaster - Sky coaster
- Sky Ride - Télé-siège
- Sky Scrapper - Grande roue
- Space Scrambler - Scrambler d'Eli Bridge Company
- Terroride - Parcours scénique de Amusement Display Associates, Inc. (1967)
- Tidal Wave - Bateau à bascule de Huss Rides (1980)
- Tilt-A-Whirl - Tilt-A-Whirl de Sellner Manufacturing
- Tipsey Tea Cups - Tasses
- Turn of the Century - Chaises volantes de Zierer ouvertes en 1987 à l'occasion des 100 ans du parc.
- Wild Kingdom Train - Train

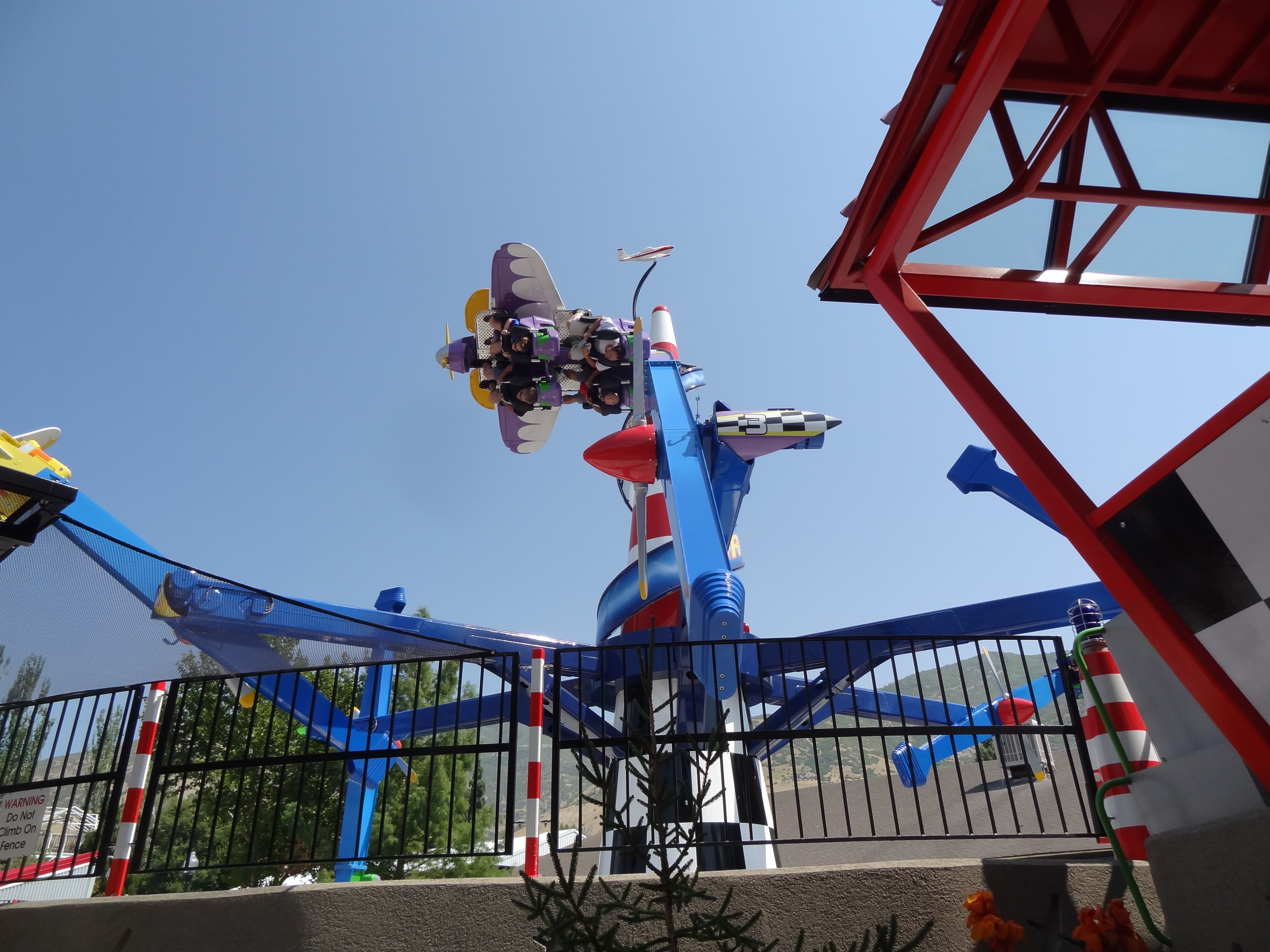
Air Race
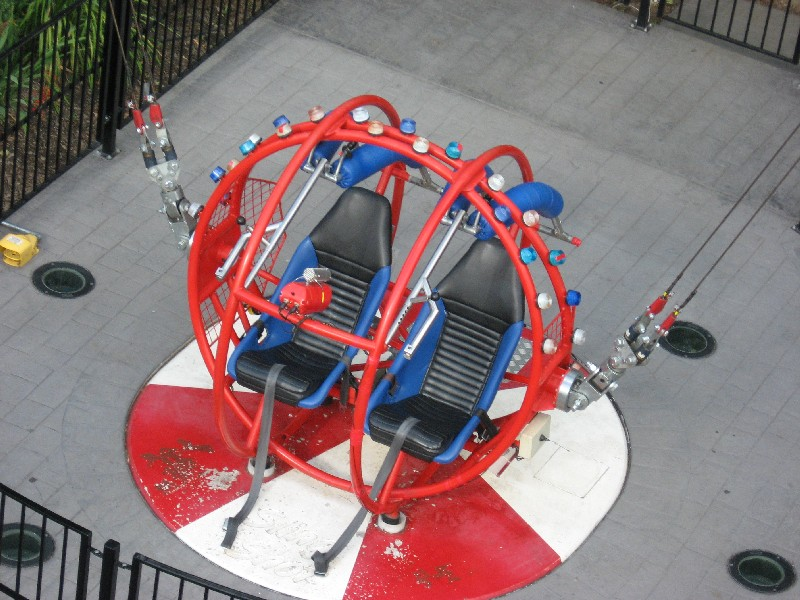
Catapult
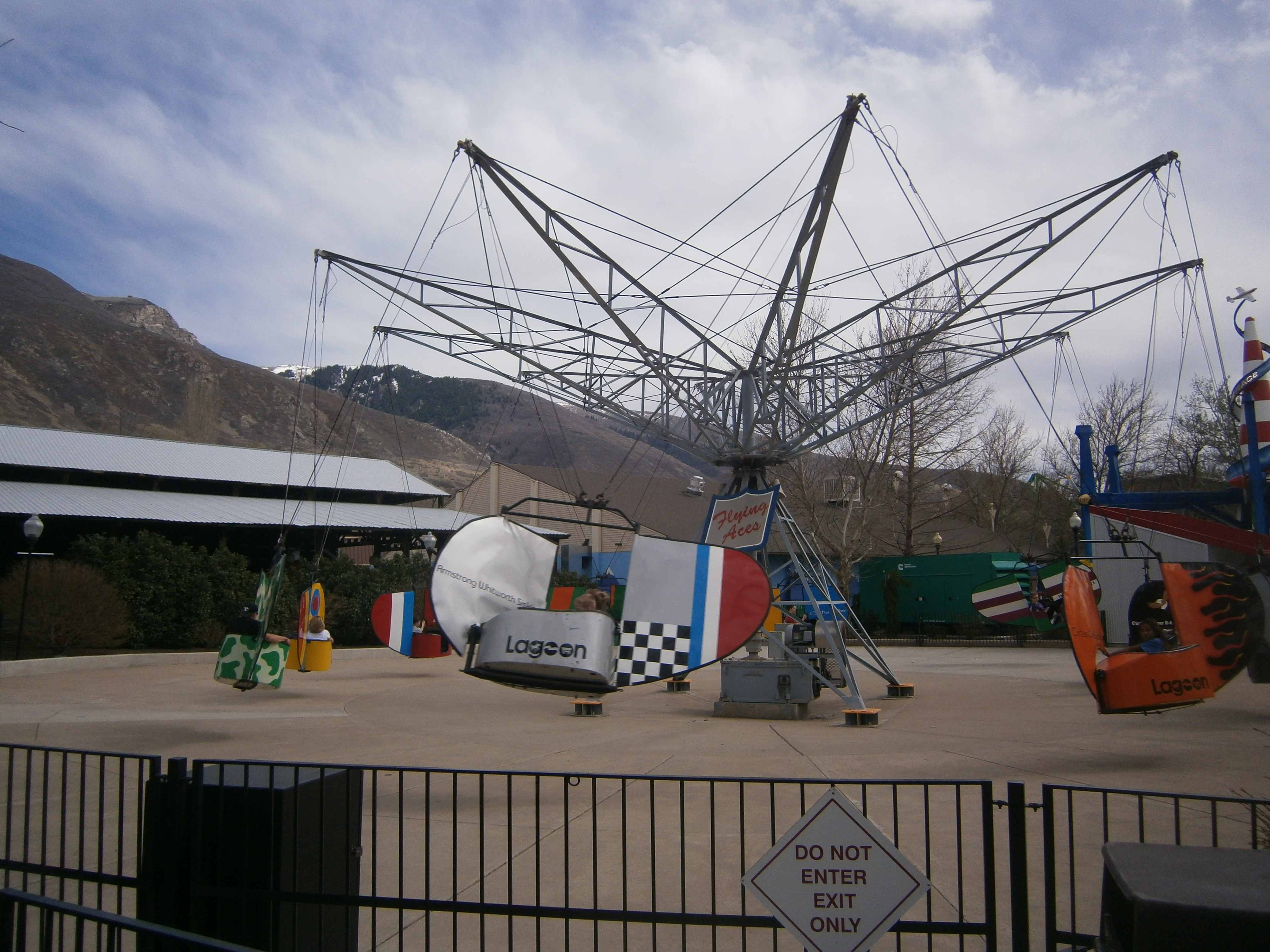
Flying Aces
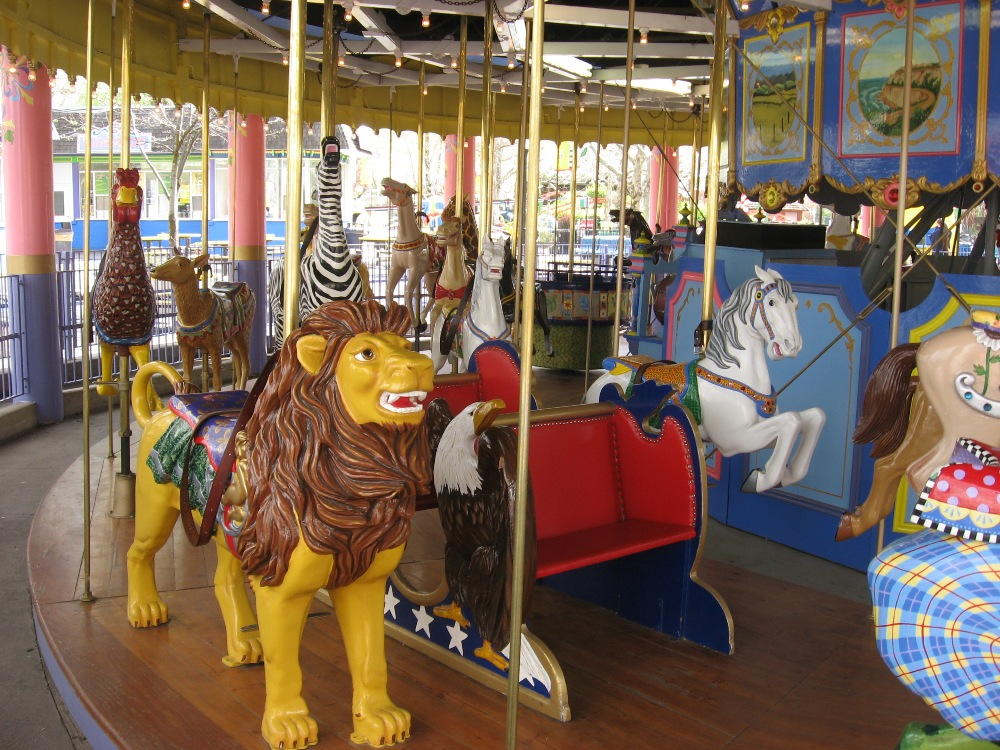
Merry-Go-Round
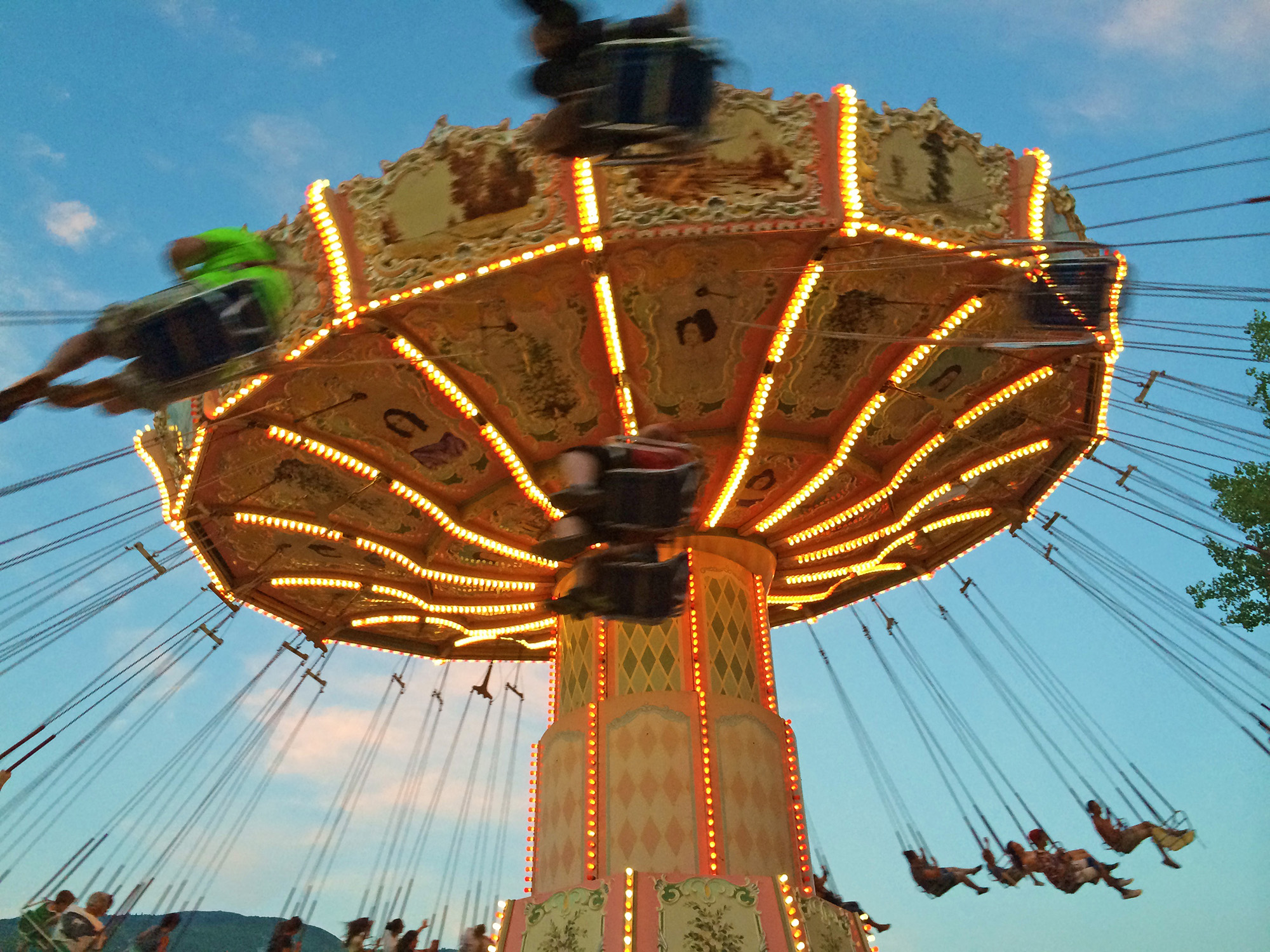
Turn of the Century

### Les attractions extrêmes

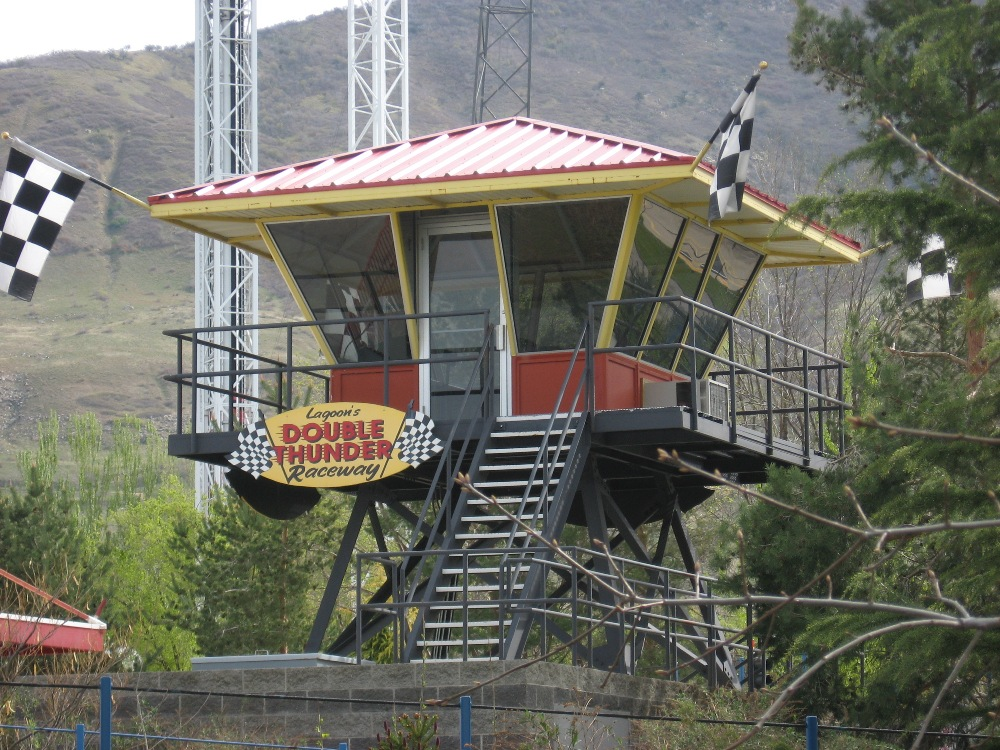
Double Thunder Raceway

Situées dans la zone X-Venture, ces attractions demandent un supplément de prix pour leur accès.
- Catapult (2002)
- Double Thunder Raceway - Karting (2000)
- Sky Coaster - Sky coaster